# Bùi Tiến Huy
Bùi Tiến Huy, hay còn được biết đến với biệt danh Huy Bùi, (sinh ngày 21 tháng 9 năm 1983 tại Hà Nội) là một đạo diễn Việt Nam được biết đến qua một số tác phẩm Zippo, mù tạt và em, Tình yêu và tham vọng, Thương ngày nắng về.

## Tiểu sử
Bùi Tiến Huy sinh ngày 21 tháng 9 năm 1983 tại Hà Nội trong một gia đình có truyền thống làm nghệ thuật. Anh là con trai duy nhất của NSND Bùi Đắc Sử, một nghệ sĩ Chèo và là nguyên Giám đốc Nhà hát Chèo Việt Nam và bà Hoàng Tân, một cựu diễn viên của Nhà hát Chèo Trung ương. 

## Danh sách tác phẩm
| Năm  | Tên phim                 | Ghi chú                                                             | Tập | Kênh | Nguồn |
| ---- | ------------------------ | ------------------------------------------------------------------- | --- | ---- | ----- |
| 2010 | Bà nội không ăn pizza    | Đồng đạo diễn với Nguyễn Khải Anh                                   | 22  | VTV3 |       |
| 2011 | Cầu vồng tình yêu        | Đồng đạo diễn với NSND Trọng Trinh, NSƯT Vũ Hồng Sơn                | 85  | VTV3 |       |
| 2013 | Cô hàng xóm rắc rối      | Đồng đạo diễn với Phạm Gia Phương                                   | 14  | VTV6 |       |
| 2013 | Tình yêu không hẹn trước | Đồng đạo diễn với NSND Trọng Trinh                                  | 40  | VTV3 |       |
| 2013 | Đi qua mùa nắng          | Đồng đạo diễn với Nguyễn Đức Hiếu                                   | 6   | VTV6 |       |
| 2014 | Tuổi thanh xuân          | Đồng đạo diễn với Nguyễn Khải Anh, Myung Hyun Woo và Lee Jeong Wook | 36  | VTV3 |       |
| 2014 | Trái tim có nắng         | Đồng đạo diễn với Nguyễn Đức Hiếu                                   | 26  | VTV3 |       |
| 2016 | Zippo, mù tạt và em      | Đồng đạo diễn với NSND Trọng Trinh                                  | 36  | VTV3 |       |
| 2016 | Tuổi thanh xuân (phần 2) | Đồng đạo diễn với Nguyễn Khải Anh, Myung Hyun Woo và Lee Jeong Wook | 38  | VTV3 |       |
| 2017 | Cả một đời ân oán        | Đồng đạo diễn với NSND Trọng Trinh và NSƯT Vũ Trường Khoa           | 72  | VTV3 |       |
| 2018 | Mẹ ơi, bố đâu rồi?       |                                                                     | 42  | VTV3 |       |
| 2020 | Tình yêu và tham vọng    |                                                                     | 60  | VTV3 |       |
| 2021 | Thương ngày nắng về      | Đồng đạo diễn với NSƯT Vũ Trường Khoa                               | 87  | VTV3 |       |
| 2023 | Đừng nói khi yêu         |                                                                     | 27  | VTV3 |       |
| 2023 | Chúng ta của 8 năm sau   |                                                                     | 51  | VTV3 |       |
| 2024 | Hoa sữa về trong gió     |                                                                     | 56  | VTV1 |       |
| 2025 | Đồng hồ đếm ngược        | Đồng đạo diễn với NSND Trọng Trinh                                  |     | VTV3 |       |

## Giải thưởng
| Năm  | Lễ trao giải   | Tác phẩm            | Hạng mục          | Kết quả   | Nguồn             |
| ---- | -------------- | ------------------- | ----------------- | --------- | ----------------- |
| 2016 | Giải Cánh diều | Zippo, mù tạt và em | Đạo diễn xuất sắc | Đoạt giải |                   |
| 2021 | Giải Cánh diều | Thương ngày nắng về | Đạo diễn xuất sắc | Đoạt giải | [ 2 ] [ 3 ] [ 4 ] |